# Japán az 1968. évi nyári olimpiai játékokon
Japán a mexikói Mexikóvárosban megrendezett 1968. évi nyári olimpiai játékok egyik részt vevő nemzete volt. Az országot az olimpián 18 sportágban 171 sportoló képviselte, akik összesen 25 érmet szereztek.

## Érmesek
| Érem  | Versenyző | Sportág    | Versenyszám            |
| ----- | --- | ---------- | ---------------------- |
| Arany | Munemura Munedzsi | Birkózás   | Kötöttfogás, 70 kg     |
| Arany | Nakata Sigeo | Birkózás   | Szabadfogás, 52 kg     |
| Arany | Uetake Jódzsiró | Birkózás   | Szabadfogás, 57 kg     |
| Arany | Kaneko Maszaaki | Birkózás   | Szabadfogás, 63 kg     |
| Arany | Mijake Josinobu | Súlyemelés | 60 kg                  |
| Arany | Kató Szavao | Torna      | Férfi talaj            |
| Arany | Nakajama Akinori | Torna      | Férfi korlát           |
| Arany | Nakajama Akinori | Torna      | Férfi nyújtó           |
| Arany | Nakajama Akinori | Torna      | Férfi gyűrű            |
| Arany | Kató Szavao | Torna      | Férfi egyéni összetett |
| Arany | Cukahara Micuo Endó Jukio Kató Szavao Kató Takesi Kenmocu Eizó Nakajama Akinori | Torna      | Férfi csapat összetett |
| Ezüst | Kimihara Kendzsi | Atlétika   | Férfi maraton          |
| Ezüst | Fudzsimoto Hideo | Birkózás   | Kötöttfogás, 63 kg     |
| Ezüst | Nemzeti válogatott Koizumi Iszao Micumori Jaszuaki Morita Dzsungo Nekoda Kacutosi Kimura Kendzsi Simaoka Kendzsi Siragami Mamoru Maszajuki Minami Ikeda Naohiro Óko Szeidzsi Jokota Tadajosi Szató Tecuo | Röplabda   | Férfi                  |
| Ezüst | Nemzeti válogatott Onozava Aiko Kaszahara Jóko Kodzsima Jukijo Hama Keiko Sisikura Kunie Furakava Makiko Fukunaka Szacsiko Inoue Szecuko Josida Szecuko Oinuma Szumie Takajama Szuzue Ivahara Tojoko | Röplabda   | Női                    |
| Ezüst | Óucsi Maszasi | Súlyemelés | 75 kg                  |
| Ezüst | Nakajama Akinori | Torna      | Férfi talaj            |
| Ezüst | Endó Jukio | Torna      | Férfi ugrás            |
| Bronz | Nemzeti válogatott Ogi Aritacu Jugucsi Eizó Katajama Hirosi Macumoto Ikuo Kuvahara Jaszujuki Jamagucsi Jositada Jokojama Kenzó Tomizava Kijosi Kamamoto Kunisige Hamazaki Maszahiro Mijamoto Maszakacu Vatanabe Maszasi Kamata Micuo Szuzuki Rjózó Szugijama Rjúicsi Jaegasi Sigeo Mori Takadzsi Mijamoto Teruki | Labdarúgás | Férfi                  |
| Bronz | Morioka Eidzsi | Ökölvívás  | Harmatsúly             |
| Bronz | Mijake Josijuki | Súlyemelés | 60 kg                  |
| Bronz | Kató Takesi | Torna      | Férfi talaj            |
| Bronz | Kenmocu Eizó | Torna      | Férfi nyújtó           |
| Bronz | Kató Szavao | Torna      | Férfi gyűrű            |
| Bronz | Nakajama Akinori | Torna      | Férfi egyéni összetett |

## Atlétika
Férfi
| Versenyző                                             | Versenyszám     | Előfutam | Előfutam | Előfutam | Negyeddöntő | Negyeddöntő | Negyeddöntő | Elődöntő | Elődöntő | Elődöntő | Döntő         | Döntő         |
| Versenyző                                             | Versenyszám     | Idő      | Hely.    | Össz.    | Idő         | Hely.       | Össz.       | Idő      | Hely.    | Össz.    | Idő           | Helyezés      |
| ----------------------------------------------------- | --------------- | -------- | -------- | -------- | ----------- | ----------- | ----------- | -------- | -------- | -------- | ------------- | ------------- |
| Iidzsima Hideo                                        | 100 m           | 10,24    | 2.       | 5.       | 10,31       | 3.          | 15.         | 10,34    | 8.       | 13.      | kiesett       | kiesett       |
| Nagai Dzsun                                           | 800 m           | 1:51,27  | 5.       | 28.      |             |             |             | kiesett  | kiesett  | kiesett  | kiesett       | kiesett       |
| Szavaki Keiszuke                                      | 5000 m          | 15:00,86 | 9.       | 22.      |             |             |             |          |          |          | kiesett       | kiesett       |
| Szavaki Keiszuke                                      | 10 000 m        |          |          |          |             |             |             |          |          |          | 31:25,2       | 28.           |
| Szuzuki Cugumicsi                                     | 10 000 m        |          |          |          |             |             |             |          |          |          | 30:52,0       | 22.           |
| Jui Kijoo                                             | 400 m gát       | 51,56    | 5.       | 19.      |             |             |             | kiesett  | kiesett  | kiesett  | kiesett       | kiesett       |
| Miura Nobujosi                                        | 3000 m akadály  | 9:32,95  | 7.       | 28.      |             |             |             |          |          |          | kiesett       | kiesett       |
| Szaruvatari Takecugu                                  | 3000 m akadály  | 9:26,30  | 9.       | 26.      |             |             |             |          |          |          | kiesett       | kiesett       |
| Kimihara Kendzsi                                      | Maraton         |          |          |          |             |             |             |          |          |          | 2:23:31       |               |
| Uszami Akio                                           | Maraton         |          |          |          |             |             |             |          |          |          | 2:28:06       | 9.            |
| Szaszaki Szeiicsiró                                   | Maraton         |          |          |          |             |             |             |          |          |          | nem ért célba | nem ért célba |
| Szaitó Kazuo                                          | 20 km gyaloglás |          |          |          |             |             |             |          |          |          | nem ért célba | nem ért célba |
| Szaitó Kazuo                                          | 50 km gyaloglás |          |          |          |             |             |             |          |          |          | 4:47:29       | 17.           |
| Abe Naoki Jamada Hiroomi Ogura Sindzsi Iidzsima Hideo | 4 × 100 m váltó | 40,02    | 6.       | 14.      |             |             |             | kiesett  | kiesett  | kiesett  | kiesett       | kiesett       |

| Versenyző         | Versenyszám   | Selejtező | Selejtező | Döntő    | Döntő    |
| Versenyző         | Versenyszám   | Eredmény  | Helyezés  | Eredmény | Helyezés |
| ----------------- | ------------- | --------- | --------- | -------- | -------- |
| Szugioka Kunijosi | Magasugrás    | 209 cm    | 15.       | kiesett  | kiesett  |
| Niva Kijosi       | Rúdugrás      | 490 cm    | 9.*       | 515 cm   | 11.      |
| Abe Naoki         | Távolugrás    | 758 cm    | 22.       | kiesett  | kiesett  |
| Ogura Sindzsi     | Távolugrás    | 757 cm    | 24.       | kiesett  | kiesett  |
| Jamada Hiroomi    | Távolugrás    | 767 cm    | 17.       | 793 cm   | 10.      |
| Muraki Jukito     | Hármasugrás   | 15,83 m   | 19.       | kiesett  | kiesett  |
| Isida Josihisza   | Kalapácsvetés | 67,16 m   | 11.       | 65,04 m  | 13.      |
| Szugavara Takeo   | Kalapácsvetés | 67,76 m   | 8.        | 69,78 m  | 4.       |

* - két másik versenyzővel azonos eredményt ért el

## Birkózás
Kötöttfogású
| Versenyző         | Versenyszám | 1. forduló                             | 2. forduló                            | 3. forduló                           | 4. forduló                | 5. forduló                    | 6. forduló                        | 7. forduló                    | Döntő                                                                                                 | Helyezés    |
| Versenyző         | Versenyszám | Ellenfél Eredmény                      | Ellenfél Eredmény                     | Ellenfél Eredmény                    | Ellenfél Eredmény         | Ellenfél Eredmény             | Ellenfél Eredmény                 | Ellenfél Eredmény             | Ellenfél Eredmény                                                                                     | Helyezés    |
| ----------------- | ----------- | -------------------------------------- | ------------------------------------- | ------------------------------------ | ------------------------- | ----------------------------- | --------------------------------- | ----------------------------- | --- | ----------- |
| Isiguro Suicsi    | 52 kg       | Jussi Vesterinen (FIN) · kizárták      | Domenico Centurioni (ITA) · kétvállas | kiesett                              | kiesett                   | kiesett                       |                                   |                               | kiesett                                                                                               | helyezetlen |
| Szakurama Kódzsi  | 57 kg       | Roland Svensson (SWE) · 1-3            | Hartmut Puls (GDR) · kétvállas        | Rodolfo Guerra (MEX) · kétvállas     | Ion Baciu (ROU) · 2.5-2.5 | Varga János (HUN) · 3-1       | kiesett                           | kiesett                       | kiesett                                                                                               | 5.          |
| Fudzsimoto Hideo  | 63 kg       | erőnyerő                               | José Luis García (GUA) · kétvállas    | Jiří Švec (TCH) · 1-3                | Metin Alakoç (TUR) · 2-2  | Dimitar Galinchev (BUL) · 1-3 | Simion Popescu (ROU) · 1-3        |                               | 1. mérkőzés · Roman Rurua (URS) · 2-2 · Hozott eredmény · Simion Popescu (ROU) · 1-3                  |             |
| Munemura Munedzsi | 70 kg       | Piero Bellotti (ITA) · kizárták        | Carlos Alberto Vario (ARG) · 0.5-3.5  | Guy Marchand (FRA) · kétvállas       | Steer Antal (HUN) · 1-3   | Eero Tapio (FIN) · 2.5-2.5    | Pétrosz Galaktópulosz (GRE) · 1-3 | Stevan Horvat (YUG) · 2.5-2.5 | Hozott eredmény · Pétrosz Galaktópulosz (GRE) · 1-3 · Hozott eredmény · Stevan Horvat (YUG) · 2.5-2.5 |             |
| Tasiro Tosiró     | 78 kg       | Mahmoud Balah (SYR) · 3-1              | Franz Berger (AUT) · 3.5-0.5          | kiesett                              | kiesett                   |                               |                                   |                               | kiesett                                                                                               | helyezetlen |
| Hiraki Kendzsiró  | 87 kg       | Bertil Nyström (SWE) · kizárták        | Lothar Metz (GDR) · kétvállas         | kiesett                              | kiesett                   | kiesett                       |                                   |                               | kiesett                                                                                               | helyezetlen |
| Nagao Takesi      | 97 kg       | Edward Millard (CAN) · kétvállas       | Wacław Orłowski (POL) · kétvállas     | Nyikolaj Jakovenko (URS) · kétvállas | kiesett                   | kiesett                       | kiesett                           |                               | kiesett                                                                                               | helyezetlen |
| Iszogai Jorihide  | +97 kg      | Raymond Uytterhaeghe (FRA) · kétvállas | Kozma István (HUN) · kétvállas        | kiesett                              | kiesett                   | kiesett                       | kiesett                           |                               | kiesett                                                                                               | helyezetlen |

Szabadfogású
| Versenyző        | Versenyszám | 1. forduló                        | 2. forduló                           | 3. forduló                               | 4. forduló                                           | 5. forduló                          | 6. forduló                  | 7. forduló                   | Döntő | Helyezés    |
| Versenyző        | Versenyszám | Ellenfél Eredmény                 | Ellenfél Eredmény                    | Ellenfél Eredmény                        | Ellenfél Eredmény                                    | Ellenfél Eredmény                   | Ellenfél Eredmény           | Ellenfél Eredmény            | Ellenfél Eredmény                                                                                          | Helyezés    |
| ---------------- | ----------- | --------------------------------- | ------------------------------------ | ---------------------------------------- | ---------------------------------------------------- | ----------------------------------- | --------------------------- | ---------------------------- | --- | ----------- |
| Nakata Sigeo     | 52 kg       | Baju Baev (BUL) · 1-3             | André Gaudinot (FRA) · 0.5-3.5       | O Csongnjong (O Jeong-Ryong) (KOR) · 1-3 | Vincenzo Grassi (ITA) · 1-3                          | Mohammad Ghorbani (IRI) · kétvállas | Richard Sanders (USA) · 1-3 | erőnyerő                     | 1. mérkőzés · Chimedbazaryn Damdinsharav (MGL) · kétvállas · Hozott eredmény · Richard Sanders (USA) · 1-3 |             |
| Uetake Jódzsiró  | 57 kg       | Marco Terán (ECU) · kétvállas     | Horst Mayer (GDR) · kétvállas        | Zbigniew Żedzicki (POL) · 1-3            | Ali Aliyev (URS) · 2-2                               | Bishambar Singh (IND) · 0.5-3.5     | erőnyerő                    |                              | 1. mérkőzés · Aboutaleb Talebi (IRI) · 2-2                                                                 |             |
| Kaneko Maszaaki  | 63 kg       | Gabriel Ruz (MEX) · kétvállas     | Onesimo Rufino (DOM) · kétvállas     | Tsedendambyn Natsagdorj (MGL) · 0.5-3.5  | Cshö Dzsonghjok (Choi Jeong-Hyeok) (KOR) · kétvállas | Petre Coman (ROU) · 1-3             | erőnyerő                    | Enyu Todorov (BUL) · 2.5-2.5 | 1. mérkőzés · Samseddin Szajed-Abbaszi (IRI) · 1-3 · Hozott eredmény · Enyu Todorov (BUL) · 2.5-2.5        |             |
| Ivao Horiucsi    | 70 kg       | Búzás Károly (HUN) · 1-3          | Ion Enache (ROU) · kizárták          | Janusz Pająk (POL) · 1-3                 | Zarbeg Beriashvili (URS) · 3-1                       | Wayne Wells (USA) · 3-1             | kiesett                     |                              | kiesett | helyezetlen |
| Szaszaki Tacuo   | 78 kg       | erőnyerő                          | Mukhtiar Singh (IND) · kétvállas     | Daniel Robin (FRA) · 1-3                 | Angel Sotirov (BUL) · 3-1                            | Yury Shakhmuradov (URS) · 2.5-2.5   |                             |                              | kiesett | 5.          |
| Endó Sigeru      | 87 kg       | Jan Wypiorczyk (POL) · 2.5-2.5    | Ernst Knoll (FRG) · 1-3              | Lupe Lara (CUB) · 1-3                    | Thomas Peckham (USA) · kétvállas                     | kiesett                             | kiesett                     |                              | kiesett | helyezetlen |
| Kavano Sunicsi   | 97 kg       | Nicolae Neguţ (ROU) · 1-3         | Jess Lewis (USA) · 3-1               | Gerd Bachmann (GDR) · 3-1                | kiesett                                              | kiesett                             | kiesett                     | kiesett                      | kiesett | helyezetlen |
| Iszogai Jorihide | +97 kg      | Oszman Duraliev (BUL) · kétvállas | Alekszandr Medvegy (URS) · kétvállas | kiesett                                  | kiesett                                              | kiesett                             |                             |                              | kiesett | helyezetlen |

## Evezés
| Versenyző | Versenyszám  | Előfutam | Előfutam | Vigaszág | Vigaszág | Elődöntő | Elődöntő | Döntő   | Döntő   | Döntő   | Helyezés    |
| Versenyző | Versenyszám  | Idő      | Hely.    | Idő      | Hely.    | Idő      | Hely.    | Típus   | Idő     | Hely.   | Helyezés    |
| --- | ------------ | -------- | -------- | -------- | -------- | -------- | -------- | ------- | ------- | ------- | ----------- |
| Itó Cugio | Egypárevezős | 8:10,00  | 6.       | 7:58,08  | 4.       | kiesett  | kiesett  | kiesett | kiesett | kiesett | helyezetlen |
| Simizu Maszatosi Murai Tomio Kató Tadamasza Mijagava Sigeru Nakata Fumio Tanaka Dzsúdzsiró Fukumaszu Tosi Arai Josinori Jamamoto Kacumi (kormányos) | Nyolcas      | 6:34,79  | 6.       | 6:44,37  | 5.       |          |          | B       | 6:52,02 | 6.      | 12.         |

## Gyeplabda
| Japán férfi gyeplabdacsapat-játékoskeret                                                                         | Japán férfi gyeplabdacsapat-játékoskeret                                                                          |
| --- | --- |
| - Kamimura Jukio - Kaoku Sigeo - Kavamura Kazuo - Kudó Akio - Macumoto Norihiko - Nagaja Kjóicsi - Nisimura Sózó | - Onda Maszasi - Takasima Akio - Tanaka Hirosi - Josimura Minoru - Júzaki Kacuhiro - Júzaki Cuneja - Vada Akihito |

### Eredmények
Csoportkör
A csoport
| Csapat              | M | Gy | D | V | G+ | G– | Gk  | P  |
| ------------------- | - | -- | - | - | -- | -- | --- | -- |
| India (IND)         | 7 | 6  | 0 | 1 | 20 | 4  | +16 | 12 |
| NSZK (FRG)          | 7 | 5  | 1 | 1 | 15 | 5  | +10 | 11 |
| Új-Zéland (NZL)     | 7 | 3  | 4 | 0 | 8  | 4  | +4  | 10 |
| Spanyolország (ESP) | 7 | 2  | 3 | 2 | 7  | 5  | +2  | 7  |
| Belgium (BEL)       | 7 | 3  | 1 | 3 | 14 | 9  | +5  | 7  |
| NDK (GDR)           | 7 | 2  | 2 | 3 | 7  | 10 | –3  | 6  |
| Japán (JPN)         | 7 | 1  | 1 | 5 | 4  | 14 | –10 | 3  |
| Mexikó (MEX)        | 7 | 0  | 0 | 7 | 2  | 26 | –24 | 0  |

| 1968. október 13. | Japán (JPN)     | 2 – 1   | Mexikó (MEX) |  |
| 1968. október 13. | Tanaka Takasima | (2 – 0) | Z. Fernández |  |

| 1968. október 14. | Spanyolország (ESP) | 0 – 0 | Japán (JPN) |  |
| 1968. október 14. |                     |       |             |  |

| 1968. október 15. | NSZK (FRG)       | 2 – 0   | Japán (JPN) |  |
| 1968. október 15. | Schuler Greinert | (0 – 0) |             |  |

| 1968. október 17. | Új-Zéland (NZL) | 1 – 0   | Japán (JPN) |  |
| 1968. október 17. | McIntyre        | (0 – 0) |             |  |

| 1968. október 18. | NDK (GDR) | 1 – 0   | Japán (JPN) |  |
| 1968. október 18. | A. Thieme | (0 – 0) |             |  |

| 1968. október 20. | India (IND) | 5 – 0 megállapított eredmény | Japán (JPN) |  |
| 1968. október 20. |             |                              |             |  |

| 1968. október 21. | Belgium (BEL)               | 4 – 2   | Japán (JPN) |  |
| 1968. október 21. | Deville Gilles Muschs Bouvy | (1 – 1) | Josimura 2  |  |

A 13. helyért
| 1968. október 23. | Japán (JPN) | 2 – 0   | Argentína (ARG) |  |
| 1968. október 23. | Onda Tanaka | (1 – 0) |                 |  |

| Csapat      | Helyezés |
| ----------- | -------- |
| Japán (JPN) | 13.      |

## Kajak-kenu
Férfi
| Versenyző                          | Versenyszám        | Előfutam | Előfutam | Előfutam | Vigaszág | Vigaszág | Vigaszág | Döntő   | Döntő    |
| Versenyző                          | Versenyszám        | Idő      | Hely.    | Össz.    | Idő      | Hely.    | Össz.    | Idő     | Helyezés |
| ---------------------------------- | ------------------ | -------- | -------- | -------- | -------- | -------- | -------- | ------- | -------- |
| Jamagucsi Tecumasza                | Kenu egyes 1000 m  | 4:33,3   | 5.       | 7.       | 4:54,61  | 5.       | 5.       | kiesett | kiesett  |
| Jamagucsi Tecumasza Josino Nobuacu | Kenu kettes 1000 m | 4:30,9   | 5.       | 10.      | 4:29,54  | 5.       | 5.       | kiesett | kiesett  |

## Kerékpározás

### Pálya-kerékpározás
| Versenyző      | Versenyszám  | 1. forduló                                           | 1. forduló | Vigaszág                                                     | Vigaszág | 2. forduló                                       | 2. forduló | Vigaszág                                            | Vigaszág | Nyolcaddöntő           | Nyolcaddöntő | Vigaszág selejtező     | Vigaszág selejtező | Vigaszág döntő       | Vigaszág döntő | Negyeddöntő          | Elődöntő             | Döntő                | Helyezés    |
| Versenyző      | Versenyszám  | Ellenfelek Győztes idő                               | Hely.      | Ellenfelek Győztes idő                                       | Hely.    | Ellenfelek Győztes idő                           | Hely.      | Ellenfelek Győztes idő                              | Hely.    | Ellenfelek Győztes idő | Hely.        | Ellenfelek Győztes idő | Hely.              | Ellenfél Győztes idő | Hely.          | Ellenfél Győztes idő | Ellenfél Győztes idő | Ellenfél Győztes idő | Helyezés    |
| -------------- | ------------ | ---------------------------------------------------- | ---------- | ------------------------------------------------------------ | -------- | ------------------------------------------------ | ---------- | --------------------------------------------------- | -------- | ---------------------- | ------------ | ---------------------- | ------------------ | -------------------- | -------------- | -------------------- | -------------------- | -------------------- | ----------- |
| Inoue Szandzsi | Férfi egyéni | Giurdano Turrini (ITA) · Kensley Reece (BAR) · 11,34 | 2.         | Pakanit Boriharnvanakhet (THA) · Héctor Urrego (COL) · 11,60 | 1.       | Pierre Trentin (FRA) · Leslie King (TRI) · 10,91 | 2.         | Serhiy Kravtsov (URS) · Miloš Jelínek (TCH) · 10,87 | 2.       | kiesett                | kiesett      | kiesett                | kiesett            | kiesett              | kiesett        | kiesett              | kiesett              | kiesett              | helyezetlen |

Időfutam
| Versenyző      | Versenyszám  | Idő     | Helyezés |
| -------------- | ------------ | ------- | -------- |
| Inoue Szandzsi | Férfi egyéni | 1:07,54 | 19.      |

## Labdarúgás
| Japán labdarúgócsapat-játékoskeret | Japán labdarúgócsapat-játékoskeret |
| --- | --- |
| - Ogi Aritacu - Jugucsi Eizó - Katajama Hirosi - Macumoto Ikuo - Kuvahara Jaszujuki - Jamagucsi Jositada - Jokojama Kenzó - Tomizava Kijosi - Kamamoto Kunisige | - Hamazaki Maszahiro - Mijamoto Maszakacu - Vatanabe Maszasi - Kamata Micuo - Szuzuki Rjózó - Szugijama Rjúicsi - Jaegasi Sigeo - Mori Takadzsi - Mijamoto Teruki |

### Eredmények
Csoportkör
B csoport
| Csapat        | M | Gy | D | V | G+ | G– | Gk | P |
| ------------- | - | -- | - | - | -- | -- | -- | - |
| Spanyolország | 3 | 2  | 1 | 0 | 4  | 0  | +4 | 5 |
| Japán         | 3 | 1  | 2 | 0 | 4  | 2  | +2 | 4 |
| Brazília      | 3 | 0  | 2 | 1 | 4  | 5  | –1 | 2 |
| Nigéria       | 3 | 0  | 1 | 2 | 4  | 9  | –5 | 1 |

| 1968. október 14. |

| Japán (JPN)          | 3–1               | Nigéria   |
| -------------------- | ----------------- | --------- |
| Kamamoto 24' 72' 89' | (1–1) Jegyzőkönyv | Okoye 33' |

| Cuauhtémoc stadion, Puebla Játékvezető: Ramón Mármol (SLV) Asszisztensek: Erwin Hieger (PER), Augusto Robles (GUI) |

| 1968. október 16. |

| Brazília (BRA) | 1–1               | Japán        |
| -------------- | ----------------- | ------------ |
| Ferretti 9'    | (1–0) Jegyzőkönyv | Vatanabe 83' |

| Cuauhtémoc stadion, Puebla Játékvezető: George Lamptey (GHA) Asszisztensek: Seyoum Tarekegn (ETH), Dimitar Rumencsev (BUL) |

| 1968. október 18. |

| Spanyolország (ESP) | 0–0         | Japán |
| ------------------- | ----------- | ----- |
|                     | Jegyzőkönyv |       |

| Azteca stadion, Mexikóváros Játékvezető: Erwin Hieger (PER) Asszisztensek: Milivoje Gugulović (YUG), Zsolt István (HUN) |

Negyeddöntő
| 1968. október 20. |

| Japán (JPN)                   | 3–1               | Franciaország |
| ----------------------------- | ----------------- | ------------- |
| Kamamoto 27' 59' Vatanabe 70' | (1–1) Jegyzőkönyv | Tamboueon 32' |

| Azteca stadion, Mexikóváros Játékvezető: Seyoum Tarekegn (ETH) Asszisztensek: Erwin Hieger (PER), Abraham Klein (ISR) |

Elődöntő
| 1968. október 22. |

| Magyarország (HUN)              | 5–0               | Japán |
| ------------------------------- | ----------------- | ----- |
| Szűcs 30' 60' 75' Novák 53' 65' | (1–0) Jegyzőkönyv |       |

| Azteca stadion, Mexikóváros Játékvezető: Romualdo Arppi Filho (BRA) Asszisztensek: Guillermo Velasquez (COL), Erwin Hieger (PER) |

Bronzmérkőzés
| 1968. október 24. |

| Japán (JPN)      | 2–0               | Mexikó |
| ---------------- | ----------------- | ------ |
| Kamamoto 20' 40' | (2–0) Jegyzőkönyv |        |

| Azteca stadion, Mexikóváros Nézőszám: 105 000 Játékvezető: Ávráhám Klein (ISR) Asszisztensek: Thompson Badru (NGR), Augusto Robles (GUI) |

| Csapat      | Helyezés |
| ----------- | -------- |
| Japán (JPN) |          |

## Lovaglás
Díjugratás
| Versenyző                                       | Ló                 | Versenyszám | 1. forduló | 1. forduló | 2. forduló | 2. forduló | Összesen | Összesen |
| Versenyző                                       | Ló                 | Versenyszám | Pont       | Hely.      | Pont       | Hely.      | Pont     | Helyezés |
| ----------------------------------------------- | ------------------ | ----------- | ---------- | ---------- | ---------- | ---------- | -------- | -------- |
| Araki Júgó                                      | Far East           | Egyéni      | kizárták   | kizárták   | kiesett    | kiesett    | kiesett  | kiesett  |
| Fukusima Tadasi                                 | Queen              | Egyéni      | 16,00      | 26.        | kiesett    | kiesett    | 16,00    | 26.      |
| Szugitani Maszajaszu                            | Ringo              | Egyéni      | 16,00      | 26.        | kiesett    | kiesett    | 16,00    | 26.      |
| Araki Júgó Fukusima Tadasi Szugitani Maszajaszu | Fokker Queen Ringo | Csapat      | 136,00     | 14.        | 147,25     | 13.        | 283,25   | 14.      |

Lovastusa
| Versenyző   | Ló        | Versenyszám | Díjlovaglás | Díjlovaglás | Tereplovaglás | Tereplovaglás | Díjugratás | Díjugratás | Végeredmény | Végeredmény |
| Versenyző   | Ló        | Versenyszám | Bünt.       | Hely.       | Bünt.         | Hely.         | Bünt.      | Hely.      | Bünt.       | Helyezés    |
| ----------- | --------- | ----------- | ----------- | ----------- | ------------- | ------------- | ---------- | ---------- | ----------- | ----------- |
| Csiba Mikio | Josephine | Egyéni      | -128,01     | 48.         | kizárták      | kizárták      | kiesett    | kiesett    | kiesett     | kiesett     |

## Műugrás
Férfi
| Versenyző       | Versenyszám        | Selejtező | Selejtező | Döntő   | Döntő    |
| Versenyző       | Versenyszám        | Pont      | Helyezés  | Pont    | Helyezés |
| --------------- | ------------------ | --------- | --------- | ------- | -------- |
| Juasza Jundzsi  | Egyéni műugrás     | 86,80     | 18.       | kiesett | kiesett  |
| Juasza Jundzsi  | Egyéni toronyugrás | 84,13     | 23.       | kiesett | kiesett  |
| Arimicu Jószuke | Egyéni toronyugrás | 81,72     | 26.       | kiesett | kiesett  |
| Ócubo Tosio     | Egyéni toronyugrás | 83,18     | 24.       | kiesett | kiesett  |

Női
| Versenyző          | Versenyszám        | Selejtező | Selejtező | Döntő | Döntő    |
| Versenyző          | Versenyszám        | Pont      | Helyezés  | Pont  | Helyezés |
| ------------------ | ------------------ | --------- | --------- | ----- | -------- |
| Ószaki-Ócubo Keiko | Egyéni toronyugrás | 45,66     | 10.       | 93,08 | 7.       |

## Ökölvívás
| Versenyző          | Versenyszám | Selejtező         | 32-es főtábla                           | Nyolcaddöntő               | Negyeddöntő                 | Elődöntő                      | Döntő             | Helyezés |
| Versenyző          | Versenyszám | Ellenfél Eredmény | Ellenfél Eredmény                       | Ellenfél Eredmény          | Ellenfél Eredmény           | Ellenfél Eredmény             | Ellenfél Eredmény | Helyezés |
| ------------------ | ----------- | ----------------- | --------------------------------------- | -------------------------- | --------------------------- | ----------------------------- | ----------------- | -------- |
| Vatanabe Dzsundzsi | Papírsúly   |                   | Viktor Zaporozhets (URS) · 0-5          | kiesett                    | kiesett                     | kiesett                       | kiesett           | 17.      |
| Nakamura Tecuaki   | Légsúly     |                   | Johnny McGonigle (GBR) · 4-1            | Tito Pereyra (ARG) · 5-0   | Ricardo Delgado (MEX) · 0-5 | kiesett                       | kiesett           | 5.       |
| Morioka Eidzsi     | Harmatsúly  | erőnyerő          | Dominador Calumarde (PHI) · 4-1         | Aldo Cosentino (FRA) · 4-1 | Michael Dowling (IRL) · 4-1 | Valerian Szokolov (URS) · 0-5 | kiesett           |          |
| Okamoto Tadasi     | Pehelysúly  |                   | Kim Szongun (Kim Seong-eun) (KOR) · 2-3 | kiesett                    | kiesett                     | kiesett                       | kiesett           | 17.      |

## Öttusa
| Versenyző                                 | Versenyszám | Lovaglás | Lovaglás | Lovaglás | Vívás    | Vívás | Vívás | Lövészet | Lövészet | Lövészet | Úszás  | Úszás | Úszás | Futás   | Futás | Futás | Összesen    | Összesen |
| Versenyző                                 | Versenyszám | Idő      | Pont     | Hely.    | Eredmény | Pont  | Hely. | Pontszám | Pont     | Hely.    | Idő    | Pont  | Hely. | Idő     | Pont  | Hely. | Összes pont | Helyezés |
| ----------------------------------------- | ----------- | -------- | -------- | -------- | -------- | ----- | ----- | -------- | -------- | -------- | ------ | ----- | ----- | ------- | ----- | ----- | ----------- | -------- |
| Fukui Tosio                               | Egyéni      | 4:07     | 840      | 38.      | 27–20    | 862   | 13.   | 180      | 692      | 43.      | 3:59,7 | 967   | 16.   | 15:21,1 | 802   | 26.   | 4163        | 36.      |
| Makihira Júszó                            | Egyéni      | 3:29     | 1040     | 12.      | 25–22    | 816   | 20.   | 185      | 802      | 37.      | 4:11,0 | 898   | 32.   | 14:24,3 | 973   | 4.    | 4529        | 14.      |
| Tasiro Kacuaki                            | Egyéni      | 3:21     | 1100     | 1.       | 19–28    | 678   | 34.   | 191      | 934      | 8.       | 4:05,5 | 931   | 26.   | 16:03,5 | 676   | 41.   | 4319        | 27.      |
| Fukui Tosio Makihira Júszó Tasiro Kacuaki | Csapat      |          | 2980     | 5.       |          | 2428  | 6.    |          | 2428     | 10.      |        | 2796  | 10.   |         | 2451  | 7.    | 13083       | 7.       |

## Röplabda

### Férfi
| Japán férfi röplabdacsapat-játékoskeret                                                                   | Japán férfi röplabdacsapat-játékoskeret                                                             |
| --- | --------------------------------------------------------------------------------------------------- |
| - Koizumi Iszao - Micumori Jaszuaki - Morita Dzsungo - Nekoda Kacutosi - Kimura Kendzsi - Simaoka Kendzsi | - Siragami Mamoru - Maszajuki Minami - Ikeda Naohiro - Óko Szeidzsi - Jokota Tadajosi - Szató Tecuo |

#### Eredmények
Csoportkör
| 1968. október 13. 10:00 | Japán (JPN)          | 3 – 0 | Lengyelország (POL) |  |
| 1968. október 13. 10:00 | (15–9, 15–11, 15–10) |       |                     |  |

| 1968. október 16. 19:00 | Japán (JPN)         | 3 – 0 | NDK (GDR) |  |
| 1968. október 16. 19:00 | (15–6, 15–8, 15–13) |       |           |  |

| 1968. október 17. 19:00 | Csehszlovákia (TCH)               | 3 – 2 | Japán (JPN) |  |
| 1968. október 17. 19:00 | (2–15, 3–15, 15–12, 15–12, 15–11) |       |             |  |

| 1968. október 19. 10:00 | Japán (JPN)         | 3 – 0 | Mexikó (MEX) |  |
| 1968. október 19. 10:00 | (15–1, 15–3, 15–11) |       |              |  |

| 1968. október 20. 12:00 | Japán (JPN)        | 3 – 0 | Belgium (BEL) |  |
| 1968. október 20. 12:00 | (15–5, 15–5, 15–4) |       |               |  |

| 1968. október 21. 19:00 | Szovjetunió (URS)          | 3 – 1 | Japán (JPN) |  |
| 1968. október 21. 19:00 | (4–15, 15–13, 15–9, 15–13) |       |             |  |

| 1968. október 23. 12:00 | Japán (JPN)         | 3 – 0 | Egyesült Államok (USA) |  |
| 1968. október 23. 12:00 | (15–5, 15–8, 15–11) |       |                        |  |

| 1968. október 24. 10:00 | Japán (JPN)          | 3 – 0 | Brazília (BRA) |  |
| 1968. október 24. 10:00 | (15–8, 15–11, 15–12) |       |                |  |

| 1968. október 25. 10:00 | Japán (JPN)        | 3 – 0 | Bulgária (BUL) |  |
| 1968. október 25. 10:00 | (15–7, 15–6, 15–5) |       |                |  |

|          |                        |      | Mérkőzések | Mérkőzések | Szettek | Szettek | Szettek | Pontok | Pontok | Pontok |
| Helyezés | Csapat                 | Pont | Gy         | V          | Sz+     | Sz–     | SzA     | P+     | P–     | PA     |
| -------- | ---------------------- | ---- | ---------- | ---------- | ------- | ------- | ------- | ------ | ------ | ------ |
| Arany    | Szovjetunió (URS)      | 17   | 8          | 1          | 26      | 8       | 3,250   | 464    | 326    | 1,423  |
| Ezüst    | Japán (JPN)            | 16   | 7          | 2          | 24      | 6       | 4,000   | 430    | 258    | 1,667  |
| Bronz    | Csehszlovákia (TCH)    | 16   | 7          | 2          | 22      | 15      | 1,467   | 454    | 417    | 1,089  |
| 4.       | NDK (GDR)              | 15   | 6          | 3          | 22      | 12      | 1,833   | 449    | 374    | 1,201  |
| 5.       | Lengyelország (POL)    | 15   | 6          | 3          | 18      | 11      | 1,636   | 371    | 281    | 1,320  |
| 6.       | Bulgária (BUL)         | 13   | 4          | 5          | 16      | 17      | 0,941   | 379    | 385    | 0,984  |
| 7.       | Egyesült Államok (USA) | 13   | 4          | 5          | 15      | 18      | 0,833   | 383    | 414    | 0,925  |
| 8.       | Belgium (BEL)          | 11   | 2          | 7          | 6       | 24      | 0,250   | 239    | 417    | 0,573  |
| 9.       | Brazília (BRA)         | 10   | 1          | 8          | 8       | 25      | 0,320   | 357    | 469    | 0,761  |
| 10.      | Mexikó (MEX)           | 9    | 0          | 9          | 6       | 27      | 0,222   | 289    | 474    | 0,610  |

| Csapat      | Helyezés |
| ----------- | -------- |
| Japán (JPN) |          |

### Női
| Japán női röplabdacsapat-játékoskeret                                                             | Japán női röplabdacsapat-játékoskeret                                                                   |
| ------------------------------------------------------------------------------------------------- | --- |
| - Onozava Aiko - Kaszahara Jóko - Kodzsima Jukijo - Hama Keiko - Sisikura Kunie - Furakava Makiko | - Fukunaka Szacsiko - Inoue Szecuko - Josida Szecuko - Oinuma Szumie - Takajama Szuzue - Ivahara Tojoko |

#### Eredmények
Csoportkör
| 1968. október 13. 12:00 | Japán (JPN)        | 3 – 0 | Egyesült Államok (USA) |  |
| 1968. október 13. 12:00 | (15–6, 15–2, 15–2) |       |                        |  |

| 1968. október 14. 17:00 | Japán (JPN)        | 3 – 0 | Mexikó (MEX) |  |
| 1968. október 14. 17:00 | (15–7, 15–3, 15–2) |       |              |  |

| 1968. október 15. 12:00 | Japán (JPN)         | 3 – 0 | Peru (PER) |  |
| 1968. október 15. 12:00 | (15–3, 15–11, 15–9) |       |            |  |

| 1968. október 19. 17:00 | Japán (JPN)        | 3 – 0 | Csehszlovákia (TCH) |  |
| 1968. október 19. 17:00 | (15–7, 15–8, 15–7) |       |                     |  |

| 1968. október 20. 10:00 | Japán (JPN)        | 3 – 0 | Lengyelország (POL) |  |
| 1968. október 20. 10:00 | (15–5, 15–6, 15–6) |       |                     |  |

| 1968. október 24. 12:00 | Japán (JPN)        | 3 – 0 | Dél-Korea (KOR) |  |
| 1968. október 24. 12:00 | (15–5, 15–5, 15–4) |       |                 |  |

| 1968. október 26. 18:00 | Szovjetunió (URS)          | 3 – 1 | Japán (JPN) |  |
| 1968. október 26. 18:00 | (15–10, 16–14, 3–15, 15–9) |       |             |  |

|          |                        |      | Mérkőzések | Mérkőzések | Szettek | Szettek | Szettek | Pontok | Pontok | Pontok |
| Helyezés | Csapat                 | Pont | Gy         | V          | Sz+     | Sz–     | SzA     | P+     | P–     | PA     |
| -------- | ---------------------- | ---- | ---------- | ---------- | ------- | ------- | ------- | ------ | ------ | ------ |
| Arany    | Szovjetunió (URS)      | 14   | 7          | 0          | 21      | 3       | 7,000   | 333    | 194    | 1,716  |
| Ezüst    | Japán (JPN)            | 13   | 6          | 1          | 19      | 3       | 6,333   | 318    | 147    | 2,163  |
| Bronz    | Lengyelország (POL)    | 12   | 5          | 2          | 15      | 11      | 1,364   | 324    | 304    | 1,066  |
| 4.       | Peru (PER)             | 10   | 3          | 4          | 12      | 15      | 0,800   | 306    | 327    | 0,936  |
| 5.       | Dél-Korea (KOR)        | 10   | 3          | 4          | 11      | 14      | 0,786   | 276    | 305    | 0,905  |
| 6.       | Csehszlovákia (TCH)    | 10   | 3          | 4          | 11      | 15      | 0,733   | 307    | 308    | 0,997  |
| 7.       | Mexikó (MEX)           | 8    | 1          | 6          | 7       | 18      | 0,389   | 215    | 338    | 0,636  |
| 8.       | Egyesült Államok (USA) | 7    | 0          | 7          | 4       | 21      | 0,190   | 197    | 353    | 0,558  |

| Csapat      | Helyezés |
| ----------- | -------- |
| Japán (JPN) |          |

## Sportlövészet
Nyílt
| Versenyző          | Versenyszám          | Pont | Helyezés |
| ------------------ | -------------------- | ---- | -------- |
| Kamacsi Takeo      | Gyorstüzelő pisztoly | 586  | 12.      |
| Siraisi Makoto     | Gyorstüzelő pisztoly | 582  | 23.      |
| Kuszunoki Sigeto   | Szabadpisztoly       | 528  | 50.      |
| Josikava Josihisza | Szabadpisztoly       | 548  | 17.      |
| Szaitó Sigemi      | Sportpuska, fekvő    | 576  | 84.      |
| Szekine Hiromu     | Sportpuska, fekvő    | 585  | 60.      |

## Súlyemelés
| Versenyző        | Versenyszám | Nyomás   | Nyomás   | Szakítás | Szakítás | Lökés    | Lökés    | Összesen | Helyezés |
| Versenyző        | Versenyszám | Eredmény | Helyezés | Eredmény | Helyezés | Eredmény | Helyezés | Összesen | Helyezés |
| ---------------- | ----------- | -------- | -------- | -------- | -------- | -------- | -------- | -------- | -------- |
| Icsinoszeki Siró | 56 kg       | 110,0    | 5.       | 107,5    | 1.       | 132,5    | 5.       | 350,0    | 5.       |
| Mijake Josinobu  | 60 kg       | 122,5    | 1.       | 117,5    | 1.       | 152,5    | 1.       | 392,5    |          |
| Mijake Josijuki  | 60 kg       | 122,5    | 1.       | 115,0    | 3.       | 147,5    | 4.       | 385,0    |          |
| Hatta Nobujuki   | 67,5 kg     | 135,0    | 1.       | 127,5    | 3.       | 155,0    | 7.       | 417,5    | 4.       |
| Kimura Takeo     | 67,5 kg     | 125,0    | 7.       | 120,0    | 8.       | 160,0    | 4.       | 405,0    | 7.       |
| Miva Szadahiro   | 75 kg       | 130,0    | 13.      | 130,0    | 5.       | 165,0    | 6.       | 425,0    | 10.      |
| Óucsi Maszasi    | 75 kg       | 140,0    | 3.       | 140,0    | 1.       | 175,0    | 2.       | 455,0    |          |

## Torna
Férfi
| Versenyző                                                                       | Versenyszám      | Selejtező | Selejtező | Döntő        | Döntő        |
| Versenyző                                                                       | Versenyszám      | Pontszám  | Helyezés  | Pontszám     | Helyezés     |
| ------------------------------------------------------------------------------- | ---------------- | --------- | --------- | ------------ | ------------ |
| Cukahara Micuo                                                                  | Talaj            | 19,10     | 6.        | 19,050       | 4.           |
| Cukahara Micuo                                                                  | Ugrás            | 18,45     | 27.       | kiesett      | kiesett      |
| Cukahara Micuo                                                                  | Korlát           | 17,95     | 74.       | kiesett      | kiesett      |
| Cukahara Micuo                                                                  | Nyújtó           | 19,10     | 11.       | kiesett      | kiesett      |
| Cukahara Micuo                                                                  | Gyűrű            | 19,25     | 5.        | 19,125       | 4.           |
| Cukahara Micuo                                                                  | Lólengés         | 17,65     | 53.       | kiesett      | kiesett      |
| Cukahara Micuo                                                                  | Egyéni összetett |           |           | 111,50       | 18.          |
| Endó Jukio                                                                      | Talaj            | 18,80     | 11.       | kiesett      | kiesett      |
| Endó Jukio                                                                      | Ugrás            | 19,00     | 2.        | 18,950       |              |
| Endó Jukio                                                                      | Korlát           | 19,15     | 9.        | kiesett      | kiesett      |
| Endó Jukio                                                                      | Nyújtó           | 19,25     | 7.        | 19,025       | 6.           |
| Endó Jukio                                                                      | Gyűrű            | 18,95     | 8.        | kiesett      | kiesett      |
| Endó Jukio                                                                      | Lólengés         | 18,40     | 26.       | kiesett      | kiesett      |
| Endó Jukio                                                                      | Egyéni összetett |           |           | 113,55       | 8.           |
| Kató Szavao                                                                     | Talaj            | 19,65     | 1.        | 19,475       |              |
| Kató Szavao                                                                     | Ugrás            | 18,90     | 5.        | visszalépett | visszalépett |
| Kató Szavao                                                                     | Korlát           | 19,35     | 3.        | visszalépett | visszalépett |
| Kató Szavao                                                                     | Nyújtó           | 19,45     | 3.        | visszalépett | visszalépett |
| Kató Szavao                                                                     | Gyűrű            | 19,55     | 1.        | 19,225       |              |
| Kató Szavao                                                                     | Lólengés         | 19,00     | 8.        | kiesett      | kiesett      |
| Kató Szavao                                                                     | Egyéni összetett |           |           | 115,90       |              |
| Kató Takesi                                                                     | Talaj            | 19,35     | 3.        | 19,275       |              |
| Kató Takesi                                                                     | Ugrás            | 19,05     | 1.        | 18,775       | 4.           |
| Kató Takesi                                                                     | Korlát           | 19,30     | 4.        | 19,200       | 4.           |
| Kató Takesi                                                                     | Nyújtó           | 19,10     | 11.       | kiesett      | kiesett      |
| Kató Takesi                                                                     | Gyűrű            | 19,40     | 4.        | 19,050       | 5.           |
| Kató Takesi                                                                     | Lólengés         | 18,65     | 20.       | kiesett      | kiesett      |
| Kató Takesi                                                                     | Egyéni összetett |           |           | 114,85       | 5.           |
| Kenmocu Eizó                                                                    | Talaj            | 19,25     | 4.        | 18,925       | 6.           |
| Kenmocu Eizó                                                                    | Ugrás            | 18,95     | 4.        | 18,650       | 6.           |
| Kenmocu Eizó                                                                    | Korlát           | 19,25     | 5.        | 19,175       | 5.           |
| Kenmocu Eizó                                                                    | Nyújtó           | 19,35     | 5.        | 19,375       |              |
| Kenmocu Eizó                                                                    | Gyűrű            | 19,00     | 7.        | kiesett      | kiesett      |
| Kenmocu Eizó                                                                    | Lólengés         | 19,10     | 4.        | 19,050       | 5.           |
| Kenmocu Eizó                                                                    | Egyéni összetett |           |           | 114,90       | 4.           |
| Nakajama Akinori                                                                | Talaj            | 19,40     | 2.        | 19,400       |              |
| Nakajama Akinori                                                                | Ugrás            | 18,85     | 7.        | 18,725       | 5.           |
| Nakajama Akinori                                                                | Korlát           | 19,55     | 1.        | 19,475       |              |
| Nakajama Akinori                                                                | Nyújtó           | 19,50     | 1.        | 19,550       | *            |
| Nakajama Akinori                                                                | Gyűrű            | 19,50     | 2.        | 19,450       |              |
| Nakajama Akinori                                                                | Lólengés         | 18,85     | 12.       | kiesett      | kiesett      |
| Nakajama Akinori                                                                | Egyéni összetett |           |           | 115,65       |              |
| Cukahara Micuo Endó Jukio Kató Szavao Kató Takesi Kenmocu Eizó Nakajama Akinori | Csapat összetett |           |           | 575,90       |              |

Női
| Versenyző                                                                                              | Versenyszám      | Selejtező | Selejtező | Döntő    | Döntő    |
| Versenyző                                                                                              | Versenyszám      | Pontszám  | Helyezés  | Pontszám | Helyezés |
| --- | ---------------- | --------- | --------- | -------- | -------- |
| Hanjú Kazue                                                                                            | Talaj            | 18,65     | 24.       | kiesett  | kiesett  |
| Hanjú Kazue                                                                                            | Ugrás            | 18,90     | 17.       | kiesett  | kiesett  |
| Hanjú Kazue                                                                                            | Felemás korlát   | 19,00     | 7.        | kiesett  | kiesett  |
| Hanjú Kazue                                                                                            | Gerenda          | 18,75     | 16.       | kiesett  | kiesett  |
| Hanjú Kazue                                                                                            | Egyéni összetett |           |           | 75,30    | 13.      |
| Hasigucsi-Szaka Kajoko                                                                                 | Talaj            | 18,80     | 17.       | kiesett  | kiesett  |
| Hasigucsi-Szaka Kajoko                                                                                 | Ugrás            | 18,55     | 29.       | kiesett  | kiesett  |
| Hasigucsi-Szaka Kajoko                                                                                 | Felemás korlát   | 17,20     | 68.       | kiesett  | kiesett  |
| Hasigucsi-Szaka Kajoko                                                                                 | Gerenda          | 18,60     | 23.       | kiesett  | kiesett  |
| Hasigucsi-Szaka Kajoko                                                                                 | Egyéni összetett |           |           | 73,15    | 33.      |
| Kandori Micuko                                                                                         | Talaj            | 18,50     | 27.       | kiesett  | kiesett  |
| Kandori Micuko                                                                                         | Ugrás            | 18,85     | 20.       | kiesett  | kiesett  |
| Kandori Micuko                                                                                         | Felemás korlát   | 18,70     | 21.       | kiesett  | kiesett  |
| Kandori Micuko                                                                                         | Gerenda          | 18,60     | 23.       | kiesett  | kiesett  |
| Kandori Micuko                                                                                         | Egyéni összetett |           |           | 74,65    | 22.*     |
| Macuhisza-Hironaka Mijuki                                                                              | Talaj            | 18,85     | 14.       | kiesett  | kiesett  |
| Macuhisza-Hironaka Mijuki                                                                              | Ugrás            | 19,10     | 12.       | kiesett  | kiesett  |
| Macuhisza-Hironaka Mijuki                                                                              | Felemás korlát   | 18,05     | 39.       | kiesett  | kiesett  |
| Macuhisza-Hironaka Mijuki                                                                              | Gerenda          | 18,90     | 9.        | kiesett  | kiesett  |
| Macuhisza-Hironaka Mijuki                                                                              | Egyéni összetett |           |           | 74,90    | 17.      |
| Nakamura Taniko                                                                                        | Talaj            | 18,85     | 14.       | kiesett  | kiesett  |
| Nakamura Taniko                                                                                        | Ugrás            | 18,40     | 31.       | kiesett  | kiesett  |
| Nakamura Taniko                                                                                        | Felemás korlát   | 19,00     | 7.        | kiesett  | kiesett  |
| Nakamura Taniko                                                                                        | Gerenda          | 18,60     | 23.       | kiesett  | kiesett  |
| Nakamura Taniko                                                                                        | Egyéni összetett |           |           | 74,85    | 18.      |
| Oda Csieko                                                                                             | Talaj            | 18,85     | 14.       | kiesett  | kiesett  |
| Oda Csieko                                                                                             | Ugrás            | 18,90     | 17.       | kiesett  | kiesett  |
| Oda Csieko                                                                                             | Felemás korlát   | 18,75     | 20.       | kiesett  | kiesett  |
| Oda Csieko                                                                                             | Gerenda          | 18,30     | 30.       | kiesett  | kiesett  |
| Oda Csieko                                                                                             | Egyéni összetett |           |           | 74,80    | 19.**    |
| Hanjú Kazue Hasigucsi-Szaka Kajoko Kandori Micuko Macuhisza-Hironaka Mijuki Nakamura Taniko Oda Csieko | Csapat összetett |           |           | 375,45   | 4.       |

* - egy másik versenyzővel azonos eredményt ért el

** - két másik versenyzővel azonos eredményt ért el

## Úszás
Férfi
| Versenyző                                                         | Versenyszám            | Előfutam | Előfutam | Előfutam | Elődöntő | Elődöntő | Elődöntő | Döntő   | Döntő    |
| Versenyző                                                         | Versenyszám            | Idő      | Hely.    | Össz.    | Idő      | Hely.    | Össz.    | Idő     | Helyezés |
| ----------------------------------------------------------------- | ---------------------- | -------- | -------- | -------- | -------- | -------- | -------- | ------- | -------- |
| Ószava Maszajuki                                                  | 100 m gyors            | 56,5     | 2.       | 33.**    | kiesett  | kiesett  | kiesett  | kiesett | kiesett  |
| Ivaszaki Kunihiro                                                 | 100 m gyors            | 55,5     | 2.       | 17.*     | 55,8     | 6.       | 21.      | kiesett | kiesett  |
| Ivaszaki Kunihiro                                                 | 200 m gyors            | 2:02,1   | 2.       | 15.**    |          |          |          | kiesett | kiesett  |
| Nakano Szatoru                                                    | 200 m gyors            | 2:05,5   | 4.       | 28.      |          |          |          | kiesett | kiesett  |
| Vaszeda Noboru                                                    | 200 m gyors            | 2:03,4   | 4.       | 22.      |          |          |          | kiesett | kiesett  |
| Itó Kacudzsi                                                      | 1500 m gyors           | 17:50,2  | 3.       | 11.      |          |          |          | kiesett | kiesett  |
| Tanaka Kisio                                                      | 100 m hát              | 1:04,0   | 4.       | 17.*     | kiesett  | kiesett  | kiesett  | kiesett | kiesett  |
| Tagucsi Nobutaka                                                  | 100 m mell             | 1:09,8   | 1.       | 11.      | kizárták | kizárták | kizárták | kiesett | kiesett  |
| Tagucsi Nobutaka                                                  | 200 m mell             | 2:35,5   | 2.       | 9.       |          |          |          | kiesett | kiesett  |
| Curumine Oszamu                                                   | 200 m mell             | 2:33,9   | 3.       | 7.       |          |          |          | 2:34,9  | 8.       |
| Curumine Oszamu                                                   | 100 m mell             | 1:10,5   | 5.       | 18.      | 1:10,3   | 5.       | 16.      | kiesett | kiesett  |
| Maruja Szatosi                                                    | 100 m pillangó         | 58,1     | 1.       | 2.       | 58,0     | 1.       | 3.       | 58,6    | 5.       |
| Maruja Szatosi                                                    | 200 m pillangó         | 2:14,2   | 2.       | 14.      |          |          |          | kiesett | kiesett  |
| Takada Jaszuo                                                     | 200 m pillangó         | 2:13,3   | 2.       | 13.      |          |          |          | kiesett | kiesett  |
| Takada Jaszuo                                                     | 100 m pillangó         | 1:00,0   | 2.       | 16.*     | 59,8     | 5.       | 13.      | kiesett | kiesett  |
| Ivaszaki Kunihiro Ószava Maszajuki Nakano Szatoru Kitani Teruhiko | 4 × 100 m gyorsváltó   | 3:41,8   | 4.       | 8.       |          |          |          | 3:41,5  | 8.       |
| Ivaszaki Kunihiro Kitani Teruhiko Vaszeda Noboru Nakano Szatoru   | 4 × 200 m gyorsváltó   | 8:14,1   | 3.       | 9.       |          |          |          | kiesett | kiesett  |
| Tanaka Kisio Tagucsi Nobutaka Maruja Szatosi Ivaszaki Kunihiro    | 4 × 100 m vegyes váltó | 4:04,3   | 1.       | 3.       |          |          |          | 4:01,8  | 5.       |

Női
| Versenyző                                                                  | Versenyszám            | Előfutam | Előfutam | Előfutam | Elődöntő | Elődöntő | Elődöntő | Döntő   | Döntő    |
| Versenyző                                                                  | Versenyszám            | Idő      | Hely.    | Össz.    | Idő      | Hely.    | Össz.    | Idő     | Helyezés |
| -------------------------------------------------------------------------- | ---------------------- | -------- | -------- | -------- | -------- | -------- | -------- | ------- | -------- |
| Kavanisi Sigeko                                                            | 100 m gyors            | 1:02,6   | 2.       | 8.       | 1:03,0   | 5.       | 18.      | kiesett | kiesett  |
| Kobajasi Mivako                                                            | 100 m gyors            | 1:04,2   | 3.       | 26.**    | kiesett  | kiesett  | kiesett  | kiesett | kiesett  |
| Gósi Jukiko                                                                | 100 m hát              | 1:10,2   | 1.       | 6.**     | 1:10,2   | 4.       | 9.       | kiesett | kiesett  |
| Nakagava Kijoe                                                             | 100 m mell             | 1:18,2   | 2.       | 3.       | 1:17,7   | 4.       | 7.       | 1:17,0  | 6.       |
| Takemoto Jukari                                                            | 100 m mell             | 1:20,7   | 4.       | 16.*     | kiesett  | kiesett  | kiesett  | kiesett | kiesett  |
| Takemoto Jukari                                                            | 200 m mell             | 2:57,9   | 5.       | 20.*     |          |          |          | kiesett | kiesett  |
| Sibata Csieno                                                              | 200 m mell             | 2:50,6   | 2.       | 8.       |          |          |          | 2:51,5  | 7.       |
| Nisigava Josimi                                                            | 200 m mell             | 2:55,3   | 3.       | 16.      |          |          |          | kiesett | kiesett  |
| Nisigava Josimi                                                            | 200 m vegyes           | 2:31,5   | 1.       | 2.       |          |          |          | 2:33,7  | 5.       |
| Fudzsii Jaszuko                                                            | 100 m pillangó         | 1:10,1   | 4.       | 15.      | 1:09,4   | 8.       | 14.      | kiesett | kiesett  |
| Fudzsii Jaszuko                                                            | 200 m pillangó         | 2:33,4   | 2.       | 7.       |          |          |          | 2:34,3  | 8.       |
| Kavanisi Sigeko Nisigava Josimi Fudzsii Jaszuko Kobajasi Mivako Ono Jumiko | 4 × 100 m gyorsváltó   | 4:14,5   | 3.       | 6.       |          |          |          | 4:13,6  | 6.       |
| Gósi Jukiko Nakagava Kijoe Fudzsii Jaszuko Kobajasi Mivako                 | 4 × 100 m vegyes váltó | 4:41,4   | 5.       | 9.       |          |          |          | kiesett | kiesett  |

* - egy másik versenyzővel azonos időt ért el

** - két másik versenyzővel azonos időt ért el

## Vívás
Férfi
| Versenyző                                                                   | Versenyszám | Csoportkör | Csoportkör | Csoportkör | Csoportkör | Nyolcaddöntő            | Negyeddöntő                          | Elődöntő                                                         | Vigaszág a döntőért       | Vigaszág a döntőért      | Vigaszág a döntőért     | Vigaszág a döntőért          | Vigaszág a döntőért | Döntő             | Helyezés |
| Versenyző                                                                   | Versenyszám | 1. kör | 1. kör     | 2. kör | 2. kör     | Nyolcaddöntő            | Negyeddöntő                          | Elődöntő                                                         | 1. kör                    | 2. kör                   | 3. kör                  | 4. kör                       | 5. kör              | Döntő             | Helyezés |
| Versenyző                                                                   | Versenyszám | Ellenfél Eredmény | Hely.      | Ellenfél Eredmény | Hely.      | Ellenfél Eredmény       | Ellenfél Eredmény                    | Ellenfél Eredmény                                                | Ellenfél Eredmény         | Ellenfél Eredmény        | Ellenfél Eredmény       | Ellenfél Eredmény            | Ellenfél Eredmény   | Ellenfél Eredmény | Helyezés |
| --------------------------------------------------------------------------- | ----------- | --- | ---------- | --- | ---------- | ----------------------- | ------------------------------------ | ---------------------------------------------------------------- | ------------------------- | ------------------------ | ----------------------- | ---------------------------- | ------------------- | ----------------- | -------- |
| Mano Kazuo                                                                  | Tőr, egyéni | K. csoport · Adam Lisewski (POL) · V · Christian Noël (FRA) · V · Udo Birnbaum (AUT) · GY · Peter Bakonyi (CAN) · GY        | 3.         | C. csoport · Nicola Granieri (ITA) · V · Christian Noël (FRA) · GY · Witold Woyda (POL) · V · Michel Constandt (BEL) · GY · Orlando Ruíz (CUB) · GY         | 4.         | Witold Woyda (POL) · V  | Vigaszág                             | Vigaszág                                                         | Tim Gerresheim (FRG) · V  | kiesett                  | kiesett                 | kiesett                      | kiesett             | kiesett           | 25.      |
| Ókava Heizaburó                                                             | Tőr, egyéni | L. csoport · Vaszil Sztankovics (URS) · V · Jesús Gil (CUB) · GY · Michael Breckin (GBR) · GY · Silvio Fernández (VEN) · GY | 2.         | D. csoport · Mihai Ţiu (ROU) · V · Pasquale La Ragione (ITA) · GY · Rudolf Trost (AUT) · GY · Jesús Gil (CUB) · GY · Moustafa Soheim (RAU) · GY             | 2.         | Adam Lisewski (POL) · V | Vigaszág                             | Vigaszág                                                         | Rudolf Trost (AUT) · GY   | Adam Lisewski (POL) · GY | Szabó Sándor (HUN) · GY | German Szvesnyikov (URS) · V | kiesett             | kiesett           | 9.       |
| Simizu Fudzsio                                                              | Tőr, egyéni | B. csoport · Lawrence Anastasi (USA) · GY · Kamuti Jenő (HUN) · V · Dagoberto Borges (CUB) · GY · Michael Ryan (IRL) · GY   | 3.         | G. csoport · Guillermo Saucedo (ARG) · GY · Tănase Mureșanu (ROU) · GY · Kamuti Jenő (HUN) · GY · Jeffrey Checkes (USA) · GY · Florent Bessemans (BEL) · GY | 1.         | Russell Hobby (AUS) · V | Vigaszág                             | Vigaszág                                                         | Tănase Mureșanu (ROU) · V | kiesett                  | kiesett                 | kiesett                      | kiesett             | kiesett           | 25.      |
| Fukuda Maszaja Mano Kazuo Ókava Heizaburó Simizu Fudzsio Vakaszugi Kazuhiko | Tőr, csapat | 3. csoport · Egyesült Arab Köztársaság (RAU) · 13-3 · Románia (ROU) · 8 (57)-8 (61)                                         | 2.         | |            |                         | Nagy-Britannia (GBR) · 8 (66)-8 (64) | Franciaország (FRA) · 8 (60)-8 (64) · NSZK (FRG) · 8 (57)-8 (60) |                           |                          |                         |                              |                     | kiesett           | 7.       |

## Vízilabda
| Japán férfi vízilabdacsapat-játékoskeret                                                      | Japán férfi vízilabdacsapat-játékoskeret                         |
| --------------------------------------------------------------------------------------------- | ---------------------------------------------------------------- |
| - Isii Tecunoszuke - Kuvabara Sigeharu - Kuvajama Hirokacu - Nakano Kódzsi - Szakamoto Szeija | - Szató Haruo - Takeucsi Kazuja - Jadzsima Súzó - Jonehara Kunio |

### Eredmények
Csoportkör
B csoport
| Csapat                          | M | Gy | D | V | G+ | G– | Gk  | P  |
| ------------------------------- | - | -- | - | - | -- | -- | --- | -- |
| Olaszország (ITA)               | 7 | 6  | 1 | 0 | 48 | 21 | +27 | 13 |
| Jugoszlávia (YUG)               | 7 | 5  | 1 | 1 | 65 | 18 | +47 | 11 |
| NDK (GDR)                       | 7 | 5  | 1 | 1 | 66 | 22 | +44 | 11 |
| Hollandia (NED)                 | 7 | 4  | 1 | 2 | 42 | 28 | +14 | 9  |
| Japán (JPN)                     | 7 | 3  | 0 | 4 | 26 | 57 | –31 | 6  |
| Mexikó (MEX)                    | 7 | 1  | 1 | 5 | 27 | 56 | –29 | 3  |
| Görögország (GRE)               | 7 | 1  | 0 | 6 | 34 | 62 | –28 | 2  |
| Egyesült Arab Köztársaság (RAU) | 7 | 0  | 1 | 6 | 21 | 65 | –44 | 1  |

| 1968. október 14. 15:00 | Olaszország (ITA)    | 9 – 2 | Japán (JPN)        |  |
| 1968. október 14. 15:00 | (2–0, 2–2, 2–0, 3–0) |       |                    |  |
| 1968. október 14. 15:00 | Pizzo 4              |       | Nakano, Takeucsi 1 |  |

| 1968. október 15. 15:00 | Japán (JPN)          | 8 – 7 | Görögország (GRE) |  |
| 1968. október 15. 15:00 | (3–1, 2–1, 2–3, 1–2) |       |                   |  |
| 1968. október 15. 15:00 | Isii 4               |       | Paliósz 4         |  |

| 1968. október 17. 15:30 | Hollandia (NED)      | 9 – 1 | Japán (JPN) |  |
| 1968. október 17. 15:30 | (1–0, 3–0, 1–1, 4–0) |       |             |  |
| 1968. október 17. 15:30 | der Voet 6           |       | Nakano 1    |  |

| 1968. október 19. 10:00 | Japán (JPN)          | 7 – 4 | Egyesült Arab Köztársaság (RAU) |  |
| 1968. október 19. 10:00 | (1–1, 2–1, 3–0, 1–2) |       |                                 |  |
| 1968. október 19. 10:00 | Nakano 4             |       | Shalabi 2                       |  |

| 1968. október 20. 09:00 | NDK (GDR)            | 8 – 0 | Japán (JPN) |  |
| 1968. október 20. 09:00 | (2–0, 2–0, 3–0, 1–0) |       |             |  |
| 1968. október 20. 09:00 | három játékos 2      |       |             |  |

| 1968. október 21. 10:00 | Japán (JPN)          | 6 – 3 | Mexikó (MEX)    |  |
| 1968. október 21. 10:00 | (1–0, 3–1, 0–1, 2–1) |       |                 |  |
| 1968. október 21. 10:00 | Nakano 5             |       | három játékos 1 |  |

| 1968. október 22. 15:30 | Jugoszlávia (YUG)    | 17 – 2 | Japán (JPN)        |  |
| 1968. október 22. 15:30 | (6–1, 2–1, 5–0, 4–0) |        |                    |  |
| 1968. október 22. 15:30 | Janković 9           |        | Nakano, Takeucsi 1 |  |

A 9–12. helyért
| 1968. október 24. 09:00 | Spanyolország (ESP)  | 5 – 0 | Japán (JPN) |  |
| 1968. október 24. 09:00 | (0–0, 0–0, 2–0, 3–0) |       |             |  |
| 1968. október 24. 09:00 | Rubio 2              |       |             |  |

A 11. helyért
| 1968. október 25. 10:00 | Mexikó (MEX)           | 5 – 4 | Japán (JPN) |  |
| 1968. október 25. 10:00 | (1–2, 2–1, 1–0, 1–1)   |       |             |  |
| 1968. október 25. 10:00 | F. García, G. Chávez 2 |       | Takeucsi 2  |  |

| Csapat      | Helyezés |
| ----------- | -------- |
| Japán (JPN) | 12.      |